# Monte Schiara
Der Monte Schiara (auch La Schiara oder nur Schiara) ist ein 2565 m s.l.m. hoher Berg in den Dolomiten (Italien) nördlich von Belluno, der in der Schiaragruppe (auch Sciaragruppe oder Belluneser Dolomiten) und zur Gänze im Nationalpark Belluneser Dolomiten liegt. Nördlich des Monte Schiara findet sich das Val di Zoldo.
Auf den Gipfel des Monte Schiara führen mehrere Klettersteige (Via ferrata Luigi Zacchi, Via ferrata Marmol, Via ferrata Berti, Via ferrata Sperti), die Trittsicherheit, Schwindelfreiheit und Kletterkönnen für ungesicherte Passagen im Schwierigkeitsgrad I erfordern. Ausgangspunkt ist das Rifugio 7º Alpini (1502 m).
Nahe dem Bivacco Ugo Dalla Bernhardino (2328 m) erhebt sich die markante Felsnadel Gusèla del Vescovà (2366 m).
Der (älteste) Dolomiten-Höhenweg 1 vom Pragser Wildsee nach Belluno durchquert knapp vor dem Ziel diese Berggruppe.

## Bilder

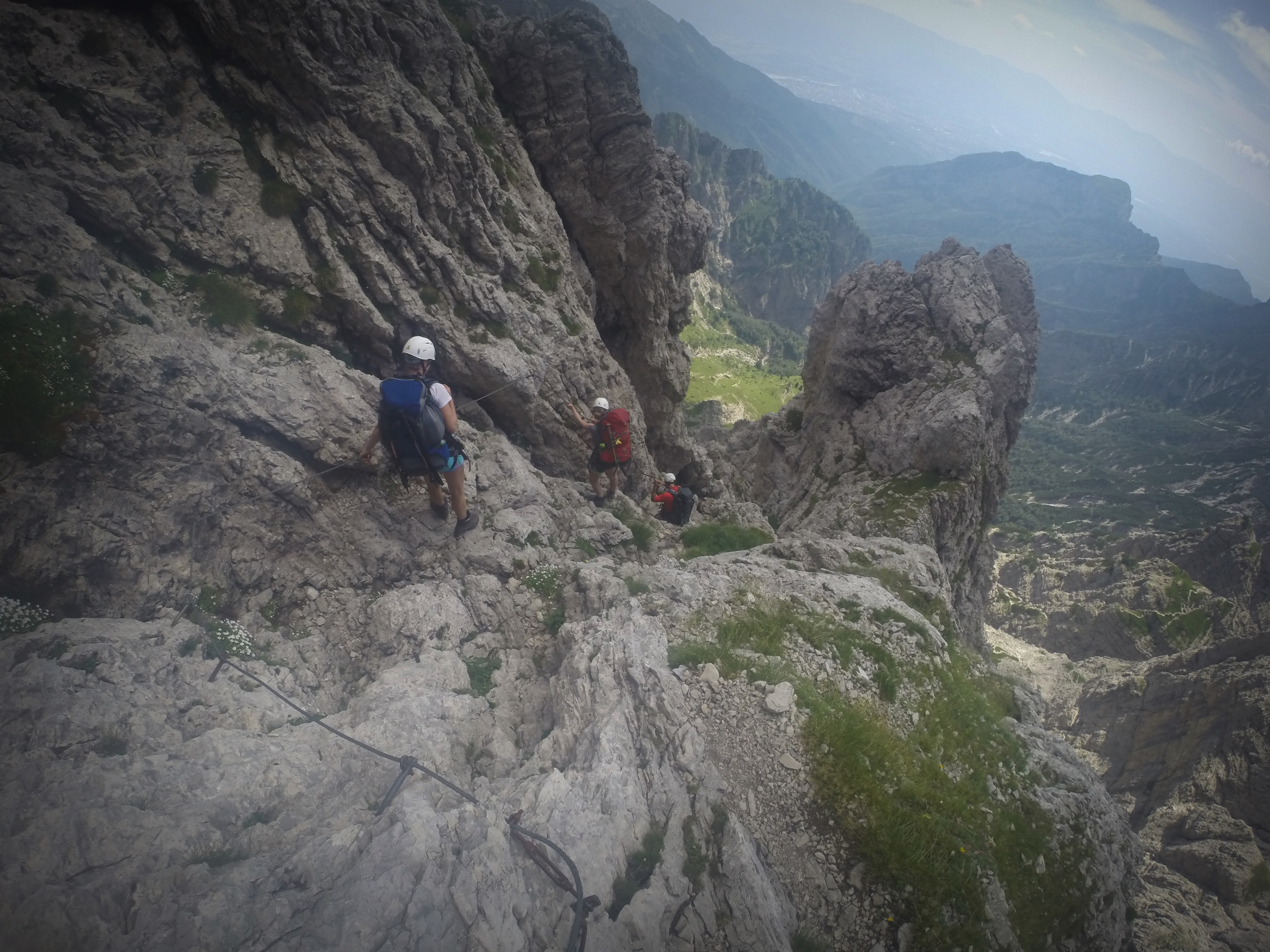
Abstieg von der Schiara über die Via Ferrata Marmol
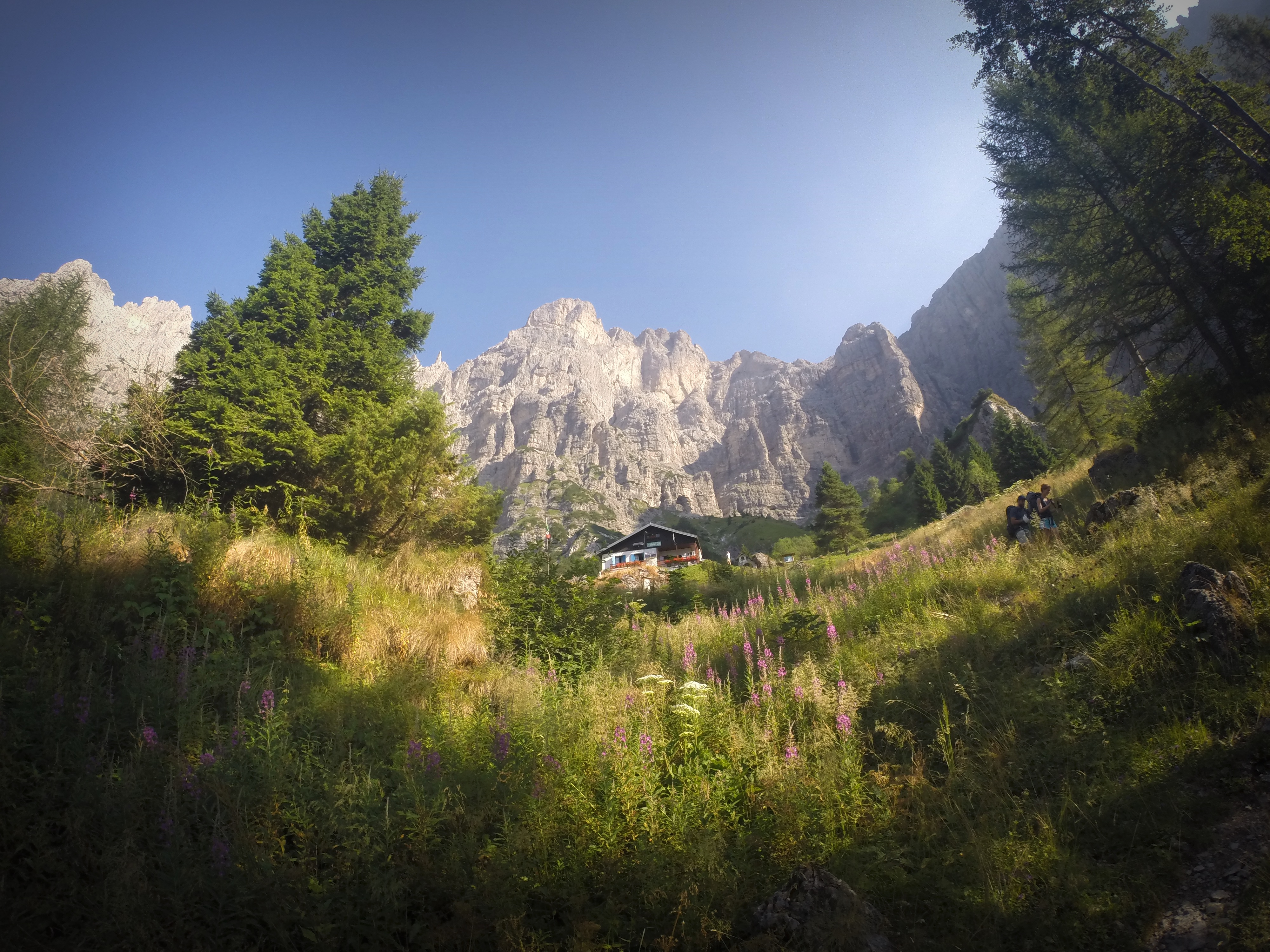
Rifugio 7º Alpini vor der Südflanke der Schiara